# Annihilation Principle
Annihilation Principle è il quarto album in studio del gruppo musicale thrash metal statunitense Lääz Rockit, pubblicato dall'etichetta discografica Enigma Records nel 1989.

## Il disco
Il disco, originariamente uscito tramite la Enigma Records, fu pubblicato in Europa dalla Roadrunner Records, con l'aggiunta di due bonus tracks registrate dal vivo. L'album seguì lo stesso percorso intrapreso con il precedente, fornendo dei brani orientati verso il thrash metal della Bay Area, questo fu uno dei motivi per i quali il disco contribuì notevolmente all'aumento della notorietà della band.
La quinta traccia del disco, Holiday in Cambodia, è una cover del gruppo anarcho punk Dead Kennedys e venne estrapolata per la realizzazione del primo singolo della band, edito dalla Roadrunner Records nel 1990. Inoltre  per il brano Fire in the Hole, contenuto in quest'album, venne girato il primo videoclip realizzato dalla band, che fu trasmesso dal canale televisivo MTV.
Il CD fu ristampato una prima volta dalla Old Metal Records nel 2006 e tre anni dopo uscì con l'aggiunta di un DVD, contenente l’esibizione del gruppo durante il festival Dynamo Open Air del 1988, edito dalla Massacre Records.

## Tracce
1. Fire in the Hole – 3:50
2. Mob Justice – 5:00
3. Chain of Fools – 4:16
4. Shadow Company – 6:19
5. Holiday in Cambodia – 3:46 – (cover dei Dead Kennedys)
6. Bad Blood – 4:36
7. Chasin' Charlie – 4:41
8. Mirror to Madness – 5:09
9. The Omen – 6:38

Tracce bonus del CD edito da Roadrunner Records
1. Euroshima (live) – 4:25
2. Spared from Fire (live) – 6:07

## Formazione
- Michael Coons – voce
- Aaron Jellum – chitarra
- Phil Kettner – chitarra
- Willy Lange – basso
- Victor Agnello – batteria

### Produzione
- Roy M. Rowland – produzione, ingegneria del suono, missaggio
- Marc Reyburn – ingegneria del suono
- Dave Luke – missaggio
- George Horn – mastering digitale
- Jeff Weller – produzione esecutiva, concept art
- Jeff Sadowski – grafica, concept art